# پیتزای سوخاری
پیتزای سوخاری (به انگلیسی: Deep-fried pizza) غذایی متشکل از پیتزا است که به جای پخته‌شدن در فر، آن را با کمک روش روغن‌پزی عمیق سوخاری می‌کنند و در نتیجه طعم و مشخصات غذایی متفاوتی دارد. این تکنیک در اسکاتلند و ایتالیا شناخته شده‌است اما تفاوت‌های زیادی بین روش اسکاتلندی و ایتالیایی وجود دارد که احتمالاً به‌طور مستقل توسعه یافته‌اند.